# Wyliczeniowy typ danych
Typ wyliczeniowy – rodzaj typu danych zawierający listę wartości reprezentowanych za pomocą literałów wyliczeniowych, jakie może przyjmować zmienna tego typu. Typ wyliczeniowy pełni nieocenioną funkcję w metaprogramowaniu, gdyż pozwala na tworzenie stałych w chwili kompilacji.

## Typ enum w C++
W języku C++ typy wyliczeniowe definiowane są przez słowo kluczowe enum. Definicja typu wyliczeniowego zawiera, ograniczoną klamrami, listę słownych wartości (listę wyliczeniową), które mogą zostać przypisane do zmiennych tego typu. Sama zmienna przechowuje wartości liczbowe całkowite - Dodatnie i ujemne, skojarzone z wyrazami w liście.

## Przykład implementacji w C
Język C umożliwia zastosowanie typu wyliczeniowego począwszy od standardu C89.
```
enum
 
typ_wyliczeniowy
 
{
PUNKT
,
 
PROSTA
,
 
TROJKAT
,
 
KWADRAT
,
 
KOLO
 
=
 
360
,
 
WIEKSZE_KOLO
};

enum
 
typ_wyliczeniowy
 
eMojaZmienna
 
=
 
PROSTA
;

eMojaZmienna
 
=
 
PUNKT
;

/* ... */

if
 
(
eInnaZmienna
 
==
 
TROJKAT
)

{

    
/* ... */

}

```